# Sonnborner
Sonnborner è il ventiduesimo album in studio del gruppo musicale canadese Nadja, pubblicato nel 2018.

## Tracce
1. Sonnborner/Aten – 30:00
2. In the Shadow of the Wing of the Thing Too Big to Be Seen – 2:04
3. Sunwell – 3:25
4. Stillborn (A Fragment) – 1:39
5. Sunborn (Coda) – 5:13

## Formazione

### Gruppo
- Aidan Baker – voce, chitarra, pianoforte, flauto, batteria
- Leah Buckareff – voce, basso